# Cymothoe stetteni
Cymothoe stetteni är en fjärilsart som beskrevs av Felix Bryk 1915. Cymothoe stetteni ingår i släktet Cymothoe och familjen praktfjärilar. Inga underarter finns listade i Catalogue of Life.